# Дойл, Конор
Конор Джозеф Дойл (англ. Conor Joseph Doyle; род. 13 октября 1991, Мак-Кинни, Техас, США) — американский и ирландский футболист, нападающий клуба «Саут Джорджия Тормента».

## Карьера

### Молодёжная карьера
В начале карьеры Дойл играл в клубах «Даллас Тексанс» и в команде школы Бойд, которую он окончил в 2009 году. После школы поступил в Крейтонский университет, где играл в команде «Крейтон Блюджейс».

### Профессиональная карьера

#### «Дерби Каунти»
6 августа 2010 года Дойл подписал двухлетний контракт с английским клубом «Дерби Каунти» из Чемпионшипа. Дебютировал 10 августа в матче против клуба «Кру Александра» в первом раунде Кубка Футбольной лиги, выходя на замену во втором тайме. В Чемпионшипе дебютировал 14 августа в матче против «Кардифф Сити». Следующую игру провёл против «Ковентри Сити», где на 72-й минуте заменил Томаша Цивку. В течение сезона Дойл вышел на поле в 14 матчах, 5 из них в стартовом составе.
Несмотря на то, что Дойл обычно играет в позиции нападающего, менеджер «Дерби Каунти» Найджел Клаф в предсезоне 2011/12 ставил его на незнакомой позиции опорного полузащитника, когда клуб поменял схему игры на 4-1-3-2. В течение сезона 2011/12 Дойл сыграл в 6 матчах, из которых в одном вышел в стартовом составе в матче против «Питерборо Юнайтед» 5 ноября 2011 года. В марте 2012 года Дойл получил травму (разрыв подколенного сухожилия) и выбыл на 6 недель.
В конце сезона 2011/12 клуб объявил, что Дойл останется в клубе для сезона 2012/13. В июле 2012 года менеджер Клаф сказал в интервью, что он «всё ещё верит в Дойла и следующий сезон будет для него ключевым». Он также отметил, что Дойл получит больше игрового времени. Однако, Дойл сыграл всего лишь три матча в основном составе. Несмотря на то, что контракт действовал ещё на год, в мае 2013 года Дойл стал доступен для аренды.

#### «Ди Си Юнайтед»
В июле 2013 года Дойл достиг договорённости о шестимесячной аренде с клубом «Колорадо Рэпидз» из MLS. Планировал присоединиться к клубу во второй половине сезона. Однако, правила MLS для регистрации игроков осложнили переход и трансфер был сорван. 18 июля Дойла взял в аренду прямой конкурент, клуб «Ди Си Юнайтед», до конца сезона 2013, с возможностью последующего выкупа. Дебютировал Дойл 27 июля в стартовом составе в матче против «Нью-Инглэнд Революшн», где был заменён на 66-й минуте. Матч закончился поражением «чёрно-красных» со счётом 2:1. Свой первый гол Дойл забил 3 августа в матче против «Монреаль Импакт». Это был его первый гол в высшем дивизионе. Игра завершилась победой со счётом 3:1. В 2013 году Дойл с «Ди Си Юнайтед» выиграл Открытый кубок США. По окончании сезона 2013 Дойл перешёл в «Ди Си Юнайтед» на постоянной основе. В начале августа 2014 года на тренировке получил травму мениска правого колена, из-за чего пропустил оставшуюся часть сезона 2014.

#### «Колорадо Рэпидз» и «Колорадо-Спрингс Суитчбакс»
9 февраля 2016 года Дойл был обменян в «Колорадо Рэпидз» на пик третьего раунда Супердрафта MLS 2017. За «Рэпидз» дебютировал 2 апреля в матче против «Торонто», выйдя на замену во втором тайме вместо Шкельзена Гаши.
20 июля 2016 года было объявлено, что остаток сезона Дойл проведёт в аренде в клубе «Колорадо-Спрингс Суитчбакс» из третьего по уровню дивизиона United Soccer League. В тот же день в матче против «Своуп Парк Рейнджерс» он дебютировал за «Суитчбакс». 11 августа в матче против «Талсы Рафнекс» забил свой первый гол за «Суитчбакс».
После завершения сезона 2016 «Колорадо Рэпидз» не стал продлевать контракт с Дойлом.

#### «Пуэрто-Рико»
30 января 2017 года Дойл подписал контракт с клубом Североамериканской футбольной лиги «Пуэрто-Рико». Дебютировал за «Пуэрто-Рико» 14 марта в матче Карибского клубного чемпионата 2017 против суринамского «Трансвааля». 1 апреля в матче против «Инди Илевен» забил свой первый гол за «Пуэрто-Рико».

#### «Джэксонвилл Армада»
8 февраля 2018 года Дойл присоединился к клубу «Джэксонвилл Армада».

#### «Чаттануга Ред Вулвз»
22 января 2019 года Дойл заключил контракт с клубом новообразованной Лиги один ЮСЛ «Чаттануга Ред Вулвз». 30 марта сыграл в первом матче в истории «Чаттануга Ред Вулвз», в котором теннессийский клуб встретился с «Норт Тексасом». 11 мая в матче против «Форвард Мэдисон» забил свой первый гол «Чаттануга Ред Вулвз».

#### «Юнион Омаха»
22 января 2021 года Дойл подписал контракт с клубом «Юнион Омаха» на сезон 2021. За «сов» дебютировал 24 апреля в матче против «Саут Джорджия Тормента», отметившись голевой передачей. В сезоне 2021, в котором «Юнион Омаха» завоевал чемпионский титул Лиги один ЮСЛ, он сыграл во всех матчах и стал вторым лучшим ассистентом клуба. 21 декабря «Юнион Омаха» продлил контракт с Дойлом на сезон 2022. Перед началом сезона 2022 Дойл был назначен капитаном команды. 11 мая 2022 года в матче Открытого кубка США против «Нортерн Колорадо Хейлсторм» забил свой первый гол за «сов». 26 января 2023 года Дойл перезаключил контракт с «Юнион Омаха» на третий сезон.

#### «Саут Джорджия Тормента»
26 января 2024 года Дойл подписал двухлетний контракт с клубом «Саут Джорджия Тормента». Дебютировал за «Торменту» 10 марта в матче стартового тура сезона 2024 против «Сентрал Валли Фуэго», заменив на 71-й минуте Дэниела Стидмена. 23 марта в матче против «Ричмонд Кикерс» забил свой первый гол за «Торменту».

### Международная карьера
В декабре 2010 года Дойл был вызван в молодёжную сборную США до 20 лет. В январе 2011 года был вызван в сборную Ирландии до 21 для матча против молодёжной сборной Кипра. По международным правилам, Дойл имеет право играть как за сборную США, так и за сборную Ирландии. Оставался открытым вопрос о том, за какую из сборных он всё-таки должен играть.
В 2011 году Дойл в составе молодёжной сборной США участвовал в чемпионате КОНКАКАФ среди молодёжных сборных. В июне 2011 года Дойл принял окончательное решение играть за сборную США. В ноябре был вызван в расположение сборной США до 23.

## Достижения
«Ди Си Юнайтед»
- Обладатель Открытого кубка США: 2013

«Юнион Омаха»
- Чемпион Лиги один ЮСЛ: 2021
- Победитель регулярного чемпионата Лиги один ЮСЛ: 2021, 2023

## Личная жизнь
Отец Конора — Дэвид Дойл, ирландец, игрок в шоубол. Выступал за клубы «Канзас-Сити Кометс», «Даллас Сайдкикс», «Сент-Луис Амбуш» и «Уичита Уингз» на позиции нападающего.

## Статистика
| Клуб                                | Сезон            | Лига | Лига | Кубок | Кубок | Кубок Лиги/Плей-офф | Кубок Лиги/Плей-офф | Континентальные | Континентальные | Всего | Всего |
| Клуб                                | Сезон            | Игры | Голы | Игры  | Голы  | Игры                | Голы                | Игры            | Голы            | Игры  | Голы  |
| ----------------------------------- | ---------------- | ---- | ---- | ----- | ----- | ------------------- | ------------------- | --------------- | --------------- | ----- | ----- |
| Дерби Каунти                        | 2010/11          | 14   | 0    | 0     | 0     | 1                   | 0                   | —               | —               | 15    | 0     |
| Дерби Каунти                        | 2011/12          | 6    | 0    | 0     | 0     | 0                   | 0                   | —               | —               | 6     | 0     |
| Дерби Каунти                        | 2012/13          | 2    | 0    | 1     | 0     | 0                   | 0                   | —               | —               | 3     | 0     |
| Дерби Каунти                        | Всего            | 22   | 0    | 1     | 0     | 1                   | 0                   | —               | —               | 24    | 0     |
| Ди Си Юнайтед (аренда)              | 2013             | 14   | 2    | 2     | 0     | —                   | —                   | —               | —               | 16    | 2     |
| Ди Си Юнайтед                       | 2014             | 17   | 0    | 1     | 0     | 0                   | 0                   | —               | —               | 18    | 0     |
| Ди Си Юнайтед                       | 2015             | 25   | 2    | 2     | 0     | 1                   | 0                   | 5               | 2               | 33    | 4     |
| Ди Си Юнайтед                       | Всего            | 56   | 4    | 5     | 0     | 1                   | 0                   | 5               | 2               | 67    | 6     |
| Колорадо Рэпидз                     | 2016             | 3    | 0    | 2     | 0     | —                   | —                   | —               | —               | 5     | 0     |
| Колорадо Рэпидз                     | Всего            | 3    | 0    | 2     | 0     | —                   | —                   | —               | —               | 5     | 0     |
| Колорадо-Спрингс Суитчбакс (аренда) | 2016             | 11   | 1    | —     | —     | 1                   | 0                   | —               | —               | 12    | 1     |
| Колорадо-Спрингс Суитчбакс (аренда) | Всего            | 11   | 1    | —     | —     | 1                   | 0                   | —               | —               | 12    | 1     |
| Пуэрто-Рико                         | 2017             | 28   | 5    | —     | —     | —                   | —                   | 2               | 0               | 30    | 5     |
| Пуэрто-Рико                         | Всего            | 28   | 5    | —     | —     | —                   | —                   | 2               | 0               | 30    | 5     |
| Чаттануга Ред Вулвз                 | 2019             | 25   | 2    | 1     | 0     | —                   | —                   | —               | —               | 26    | 2     |
| Чаттануга Ред Вулвз                 | 2020             | 15   | 0    | —     | —     | —                   | —                   | —               | —               | 15    | 0     |
| Чаттануга Ред Вулвз                 | Всего            | 40   | 2    | 1     | 0     | —                   | —                   | —               | —               | 41    | 2     |
| Юнион Омаха                         | 2021             | 28   | 0    | —     | —     | 2                   | 0                   | —               | —               | 30    | 0     |
| Юнион Омаха                         | 2022             | 30   | 1    | 5     | 1     | 1                   | 0                   | —               | —               | 36    | 2     |
| Юнион Омаха                         | 2023             | 28   | 1    | 2     | 0     | 0                   | 0                   | —               | —               | 30    | 1     |
| Юнион Омаха                         | Всего            | 86   | 2    | 7     | 1     | 3                   | 0                   | —               | —               | 96    | 3     |
| Саут Джорджия Тормента              | 2024             | 5    | 1    | 2     | 0     | —                   | —                   | —               | —               | 7     | 1     |
| Саут Джорджия Тормента              | Всего            | 5    | 1    | 2     | 0     | —                   | —                   | —               | —               | 7     | 1     |
| Всего за карьеру                    | Всего за карьеру | 251  | 15   | 18    | 1     | 6                   | 0                   | 7               | 2               | 282   | 18    |